# 親藩
親藩（）は、江戸時代の藩の分類の一つで、徳川家康の男系男子の子孫が始祖となっている藩を指す。特に、徳川姓を名乗った御三家・御三卿の当主は家康の男系男子・子孫に限られ、将軍家の血筋が絶えた場合などに、将軍を出す役割を担った。その他の家は松平姓を名乗った。
下記以外に、家康の女系男子・子孫である奥平松平家、家康の異父弟・子孫である久松松平家（伊予松山藩主と、伊勢桑名藩主の系統）、徳川家光・徳川綱吉の正室の実家鷹司家の出身である鷹司松平家も親藩に準じて扱われることもある。なお、御三家・御三卿は別格であるため狭義の親藩には含まれない。

## 御三家
以下の御三家は、家康の男系男子・子孫であり、親藩の中でもさらに別格の扱いだった。
- 徳川義直を祖とする尾張徳川家
- 徳川頼宣を祖とする紀伊徳川家
- 徳川頼房を祖とする水戸徳川家

もし徳川将軍家に男系男子（将軍継嗣）がなければ、この三家が将軍を出すように決められていた。また、徳川姓を名乗ること（他の一門は松平姓）や、三つ葉葵の家紋の使用などが許されていた。ただし、当初は水戸は入っておらず、将軍家・尾張家・紀州家をもって御三家と称した。8代将軍徳川吉宗と14代将軍徳川家茂は和歌山藩主から、15代将軍徳川慶喜は水戸徳川家の血統であるが一橋家当主から将軍に就任した。

## 御三卿
吉宗の時代以降にさらに御三卿が設けられた。御三卿は「将軍の家族」として扱われ、官位は公卿に列し徳川姓を称することは許されたが、独自の領地や家臣を持たず独立した大名とは言い難く、将軍の庶子を、適当な養家となる大名家が現れるまで待機させておく仕組み、いわば「将軍家の部屋住み」であった。
- 徳川宗武を祖とする田安徳川家（徳川吉宗の代に創設）
- 徳川宗尹を祖とする一橋徳川家（徳川吉宗の代に創設）
- 徳川重好を祖とする清水徳川家（徳川家重の代に創設）

御三卿は当主であっても、御三家や将軍家へ後継補完のために養子として入ることがあり、たびたび空位（明屋敷）の時期が存在した。名古屋藩主と和歌山藩主の養子となって当主を継承した者のほか、一橋家から11代将軍徳川家斉と15代将軍徳川慶喜が出た。御三卿が徳川宗家から独立した家となったのは明治維新後である。

## 一門
江戸初期には将軍家の次子以降から親藩が立てられたが、宗家継承や後嗣断絶のため一時的なものにとどまった。
- 駿河徳川家（徳川秀忠の三男徳川忠長、駿府藩）
- 御両典
  - 甲府徳川家（徳川家光の三男綱重 - 綱豊、甲府藩）
  - 館林徳川家（徳川家光の四男綱吉、館林藩）

御三家・御三卿に次ぐ一門としては、
- 徳川家康の次男（秀忠の兄）・結城秀康を祖とする越前松平家
- 徳川秀忠の四男（家光の異母弟）保科正之を祖とする会津松平家
- 徳川綱重の次男松平清武を祖とする越智松平家

などがあった。これら一門大名は家格・官位などでは優遇されたが、（将軍の親戚というだけであって譜代大名ではないので）幕政に参加することは許されなかった。ただし、越智松平家は例外で、松平武元が徳川家重の時代に老中に登用された他、武寛が奏者番、斉厚が寺社奉行を務めている。この他、保科正之が徳川家綱の補佐役として大政参与に就任し幕政に携わったが、これは忠実なる賢弟を信頼した家光による、また幕政初期で諸制度が整う以前ゆえの例外である。
幕末に至ると、一門大名の幕政参加がみられるようになる。安政の改革では徳川斉昭（水戸徳川家）が海防参与に任じられた。これは、アヘン戦争敗北を受けた清の香港割譲・開国など幕府の危急存亡の秋という特殊事情が反映されたものである（安政の改革を参照）。また文久の改革では、島津久光らの介入により、松平慶永（福井松平家）が政事総裁職に、一橋慶喜（一橋徳川家）が将軍後見職に、松平容保（会津松平家）が京都守護職にそれぞれ任命されている。また、松平慶永が政事総裁職を辞任した後には、同じく結城松平家の松平直克（川越藩主）が後任に任命されている。

## 親藩大名の領地一覧
- 尾張徳川家（名古屋藩）
- 紀伊徳川家（和歌山藩）
- 水戸徳川家（水戸藩）
- 越前松平家（福井藩|松江藩|前橋藩|明石藩|津山藩）
- 会津松平家（会津若松藩）
- 越智松平家（浜田藩）

下記の家が含まれる場合もある。
- 奥平松平家（忍藩）
- 久松松平家（伊予松山藩|桑名藩）※久松松平家でも他の藩は譜代大名として数えられる。
- 鷹司松平家（吉井藩）